# Hanna Wolf
Hanna Wolf, født Haschka (født 4. februar 1908, daværende tyske Gonionds – død 22. maj 1999) var en tysk kommunistisk politiker.

## Liv
Hun var medlem af det polske ungkommunistiske forbund, studerede fra 1927 til 1932 ved Humboldt-universitetet i Berlin, og blev i 1930 medlem af KPD. I 1932 emigrerede hun til Moskva og arbejdede mellem 1935-36 ved Kominterns Internationale Lenin-skole, og var fra 1943 til 1948 leder for de tyske krigsfangers centralskole i Krasnogorsk.
Efter hendes tilbagevenden til Tyskland kom hun med i SED og blev medlem af centralkomiteen. Den 12. september 1950 blev hun indsat som direktør for Partihøjskolen Karl Marx, som hun ledede frem til 1983.
Hun er begravet i Berlin-bydelen Pankow.